# Alex Brunnberg
Alex Brunnberg (* 17. August 1915 in Bittingen; † 21. September 1989 in Brakel) war ein deutscher Kommunalpolitiker und Landrat (CDU).

## Leben
Nach dem Besuch der Volksschule und der Berufsschule war er bei verschiedenen Firmen in Herne und Höxter tätig. Zum 1. Mai 1937 trat er in die NSDAP bei (Mitgliedsnummer 4.684.690). Von 1945 bis 1981 war er selbstständiger Drogist in Brakel. Er war verheiratet.
Von 1956 bis 1961 war er Mitglied der Amtsvertretung des Amtes Brakel. Ab 19. März 1961 bis zu seinem Tod am 21. September 1989 gehörte er dem Kreistag des Kreises Höxter an. Vom 1. Juli 1973 bis zum 21. September 1989 war Brunnberg Landrat des Kreises Höxter. Er war in zahlreichen Gremien des Landkreistages Nordrhein-Westfalen und im Vorstand des Westfälisch-Lippischen Sparkassen- und Giroverbandes vertreten.
Am 15. Dezember 1981 wurde ihm das Bundesverdienstkreuz I. Klasse verliehen. Daneben erhielt er zahlreiche andere Auszeichnungen. In Brakel gab es bis 2005 die nach ihm benannte Sparkassenstiftung Alex Brunnberg.